# La Vallée (Haïti)
La Vallée (Haïtiaans-Creools: Lavale, ook Vallée de Jacmel genoemd) is een gemeente in Haïti met 36.500 inwoners. De plaats ligt 11 km ten noordwesten van de stad Jacmel. De gemeente maakt deel uit van het arrondissement Jacmel in het departement Sud-Est.
Er worden citrusvruchten verbouwd. Verder wordt er bauxiet gevonden.

## Indeling
De gemeente bestaat uit de volgende sections communales:
| Nr. | Naam                              | Km²   | Inw.2015 |
| --- | --------------------------------- | ----- | -------- |
| 1   | La Vallée de Jacmel (of: Muzac)   | 37,15 | 16.172   |
| 2   | La Vallée de Bainet (of: Ternier) | 23,57 | 9.988    |
| 3   | Morne à Brûler                    | 24,07 | 10.267   |